# Річі Ларея
Річмонд "Річі" Мама Ларея (англ. Richmond Mamah Laryea, нар. 7 січня 1995, Торонто) — канадський футболіст, захисник клубу «Торонто».
Виступав, зокрема, за клуби «Орландо Сіті» та «Торонто», а також національну збірну Канади.

## Клубна кар'єра
У дорослому футболі дебютував 2015 року виступами за команду «Сігма», в якій провів один сезон. 
Своєю грою за цю команду привернув увагу представників тренерського штабу клубу «Орландо Сіті», до складу якого приєднався 2016 року. Відіграв за команду з Орландо наступні два сезони своєї ігрової кар'єри.
2019 року уклав контракт з клубом «Торонто», у складі якого провів наступні два роки своєї кар'єри гравця.  Більшість часу, проведеного у складі «Торонто», був основним гравцем захисту команди.
Протягом 2022 року захищав кольори клубу «Ноттінгем Форест».
До складу клубу «Торонто» повернувя 2022 року, підписавши орендну угоду до кінця червня 2023 року. Станом на 27 вересня 2022 року відіграв за команду з Торонто 9 матчів в національному чемпіонаті.

## Виступи за збірні
2019 року дебютував в офіційних матчах у складі національної збірної Канади.
У складі збірної був учасником розіграшу Золотого кубка КОНКАКАФ 2021 року у США, чемпіонату світу 2022 року у Катарі.
| Дата       | Місто          | Господарі         | Результат | Гості              | Турнір                                   | Голи | Примітки |
| ---------- | -------------- | ----------------- | --------- | ------------------ | ---------------------------------------- | ---- | -------- |
| 7-9-2019   | Торонто        | Канада            | 6 – 0     | Куба               | Ліга націй КОНКАКАФ 2019—2020 - 2-й етап | -    |          |
| 11-9-2019  | Джорджтаун     | Куба              | 0 – 1     | Канада             | Ліга націй КОНКАКАФ 2019—2020 - 2-й етап | -    |          |
| 16-10-2019 | Торонто        | Канада            | 2 – 0     | США                | Ліга націй КОНКАКАФ 2019—2020 - 2-й етап | -    |          |
| 15-11-2019 | Орландо        | США               | 4 – 1     | Канада             | Ліга націй КОНКАКАФ 2019—2020 - 2-й етап | -    |          |
| 11-1-2020  | Сент-Мішель    | Барбадос          | 1 – 4     | Канада             | товариський матч                         | -    | 61'      |
| 16-1-2020  | Ірвайн         | Канада            | 0 – 1     | Бермудські Острови | товариський матч                         | -    | 36'      |
| 25-3-2021  | Орландо        | Канада            | 5 – 1     | Бермудські Острови | Відбір до ЧС 2022                        | 1    | 69'      |
| 29-3-2021  | Брейдентон     | Кайманові Острови | 0 – 11    | Канада             | Відбір до ЧС 2022                        | -    | 68'      |
| 8-6-2021   | Бриджв'ю       | Канада            | 4 – 0     | Суринам            | Відбір до ЧС 2022                        | -    |          |
| 12-6-2021  | Порт-о-Пренс   | Гаїті             | 0 – 1     | Канада             | Відбір до ЧС 2022                        | -    | 46' 76'  |
| 11-7-2021  | Канзас-Сіті    | Канада            | 4 – 1     | Мартиніка          | Кубок КОНКАКАФ 2021 - 1-й етап           | -    |          |
| 15-7-2021  | Канзас-Сіті    | Гаїті             | 1 – 4     | Канада             | Кубок КОНКАКАФ 2021 - 1-й етап           | -    | 63'      |
| 18-7-2021  | Канзас-Сіті    | США               | 1 – 0     | Канада             | Кубок КОНКАКАФ 2021 - 1-й етап           | -    |          |
| 24-7-2021  | Арлінгтон      | Коста-Рика        | 0 – 2     | Канада             | Кубок КОНКАКАФ 2021 - чвертьфінал        | -    |          |
| 29-7-2021  | Х'юстон        | Мексика           | 2 – 1     | Канада             | Кубок КОНКАКАФ 2021 - півфінал           | -    |          |
| 2-9-2021   | Торонто        | Канада            | 1 – 1     | Гондурас           | Відбір до ЧС 2022                        | -    |          |
| 5-9-2021   | Нашвілл        | США               | 1 – 1     | Канада             | Відбір до ЧС 2022                        | -    | 44'      |
| 8-9-2021   | Торонто        | Канада            | 3 – 0     | Сальвадор          | Відбір до ЧС 2022                        | -    |          |
| 7-10-2021  | Мехіко         | Мексика           | 1 – 1     | Канада             | Відбір до ЧС 2022                        | -    |          |
| 13-10-2021 | Торонто        | Канада            | 4 – 1     | Панама             | Відбір до ЧС 2022                        | -    |          |
| 12-11-2021 | Едмонтон       | Канада            | 1 – 0     | Коста-Рика         | Відбір до ЧС 2022                        | -    | 18' 72'  |
| 16-11-2021 | Едмонтон       | Канада            | 2 – 1     | Мексика            | Відбір до ЧС 2022                        | -    |          |
| 27-1-2022  | Сан-Педро-Сула | Гондурас          | 0 – 2     | Канада             | Відбір до ЧС 2022                        | -    | 60'      |
| 30-1-2022  | Гамільтон      | Канада            | 2 – 0     | США                | Відбір до ЧС 2022                        | -    |          |
| 2-2-2022   | Сан-Сальвадор  | Сальвадор         | 0 – 2     | Канада             | Відбір до ЧС 2022                        | -    | 83'      |
| 24-3-2022  | Сан-Хосе       | Коста-Рика        | 1 – 0     | Канада             | Відбір до ЧС 2022                        | -    |          |
| 27-3-2022  | Торонто        | Канада            | 4 – 0     | Ямайка             | Відбір до ЧС 2022                        | -    | 63'      |
| 30-3-2022  | Панама         | Панама            | 1 – 0     | Канада             | Відбір до ЧС 2022                        | -    | 73'      |
| 10-6-2022  | Ванкувер       | Канада            | 4 – 0     | Кюрасао            | Ліга націй КОНКАКАФ 2022—2023 - 1-й етап | -    | 66'      |
| 13-6-2022  | Сан-Педро-Сула | Гондурас          | 2 – 1     | Канада             | Ліга націй КОНКАКАФ 2022—2023 - 1-й етап | -    |          |
| 23-9-2022  | Відень         | Катар             | 0 – 2     | Канада             | товариський матч                         | -    |          |
| 27-9-2022  | Братислава     | Канада            | 0 – 2     | Уругвай            | товариський матч                         | -    | 46'      |
| 11-11-2022 | Манама         | Бахрейн           | 2 – 2     | Канада             | товариський матч                         | -    | 89'      |
| 17-11-2022 | Дубай          | Японія            | 1 – 2     | Канада             | товариський матч                         | -    | 60'      |
| Усього     |                | Матчів            | 34        |                    | Голів                                    | 1    |          |

## Особисте життя
Ларея має ганське походження. Його молодший брат, Реджі, грає у футбол у напівпрофесійній команді «Вон Адзуррі».

## Виноски
1. ↑  Transfermarkt.de — 2000.
2. 1 2 3  Richie Laryea on USL Championship
3. ↑  FBref
4. ↑  FIFA World Cup 2022 Sticker Album — 80 с. — ISBN 978-65-5516-143-4
5. ↑  Davidson, Neil (4 серпня 2022). Toronto FC moves to bring Richie Laryea back on loan deal after stint in England. CBC Sports.
6. ↑  Профіль футболіста на сайті soccerway.com (англ.) (нім.)
7. ↑  Castillo, Arielle (10 січня 2016). 10 Things About Richie Laryea: His love for Toronto, his mom, and, yes, Drake. Major League Soccer. Процитовано 16 травня 2020.
8. ↑  Vaughan Azzurri roster. League1 Ontario. Архів оригіналу за 15 вересня 2021. Процитовано 14 вересня 2021.